# Mode d'avió
El mode d'avió, també conegut com a perfil fora de línia és una configuració disponible als telèfons intel·ligents i altres dispositius portàtils que, en ser activada, suspèn les tecnologies de transmissió de senyals de radiofreqüència (RF) del dispositiu (és a dir, Bluetooth, telefonia i Wi-Fi), deshabilitant de manera efectiva tots els serveis de veu analògics i dades digitals. Quan els telèfons mòbils es van fer predominants a la dècada de 1990, alguns auriculars de comunicació dels pilots d'avions registrarien un clic audible quan un telèfon mòbil a l'avió transmetia un senyal. Aquest clic als auriculars es va convertir en una distracció aclaparadora per al control de l'estructura de l'avió, amb més i més trucades telefòniques dels passatgers de l'avió a mesura que passava el temps. Això va conduir a la prohibició de l'ús de dispositius electrònics en els avions i va marcar el començament de l'era del mode avió. Aquesta condició de viatge amb avió va divergir el desenvolupament de dispositius de xarxa cel·lular del hardware al software i es va crear el telèfon intel·ligent.
El mode avió s'anomena així perquè la majoria de les aerolínies prohibeixen l'ús d'equips que transmeten senyals de radiofreqüència (RF) durant el vol. Normalment no és possible fer trucades telefòniques ni enviar missatges en mode avió, però alguns telèfons intel·ligents permeten trucades als serveis d'emergència. La majoria dels dispositius permeten l'ús continu de clients de correu electrònic i altres aplicacions mòbils per escriure missatges de text o correu electrònic. Els missatges s'emmagatzemen a la memòria per transmetre'ls més tard, una vegada es desactiva el mode avió. Wi-Fi i Bluetooth es poden habilitar per separat mentre el dispositiu està en mode pseudoavió, segons ho permeti l'operador de l'aeronau. És possible que el mode avió no inhibeixi la recepció de senyals de RF (com els dels receptors de ràdio i els serveis de navegació per satèl·lit); tanmateix, tant els transmissors com els receptors són necessaris per rebre trucades i missatges, fins i tot quan no els responen. Com que els transmissors d'un dispositiu s'apaguen quan està en mode avió, aquest mode redueix el consum d'energia i augmenta la durada de la bateria.

## El final de la obligatorietat del 'mode avió' als avions
Des de l'any 2008 la Unió Europea té reservades determinades freqüències de comunicacions mòbils als avions i només uns quants usuaris se'n poden beneficiar i enviar missatges per SMS, fer trucades telefòniques o connectar-se a la xarxa dins de l'avió. El 2022, però, la UE expressa la seva intenció que el desplegament sigui generalitzat i, almenys en els vols que s'enlairen i aterren en territori comunitari, els passatgers puguin fer servir la xarxa d'internet que tinguin contractada al màxim de la seva capacitat. Les companyies aèries s'hauran d'adaptar a la nova normativa i hauran d'equipar les aeronaus amb una xarxa d'internet anomenada picocel·la, un aparell que serà l'enllaç entre la xarxa d'internet i telefònica que faran servir els usuaris de l'avió amb les xarxes mòbils terrestres. La UE vol que els estats membres tinguin a punt les freqüències de 5G abans del 30 de juny de 2023.